# Neohydatothrips baptisiae
Neohydatothrips baptisiae är en insektsart som först beskrevs av Ian A. Hood 1916.  Neohydatothrips baptisiae ingår i släktet Neohydatothrips och familjen smaltripsar. Inga underarter finns listade i Catalogue of Life.